# Western Union
Western Union és una empresa que ofereix serveis financers i de comunicació. Té la seu als Estats Units a Englewood (Colorado), i la seu de Màrqueting Internacional i Serveis financers es troba a Montvale (Nova Jersey). Si bé actualment no s'ofereix, el servei de transmissió de telegrames de Western Union, va ser el més conegut del mercat nord-americà.
L'empresa ofereix diversos serveis, que inclouen transferències de diners persona a persona, ordres de diners i serveis comercials. El 5 de desembre de 2005, l'empresa comptava amb més de 250.000 punts de venda a 195 països diferents del món. També va tenir uns beneficis de l'ordre de 3.000 milions de dòlars anuals.

## Història
Western Union va ser fundada a Rochester (Nova York), el 1851, amb el nom de The New York and Mississippi Valley Printing Telegraph Company.
Després que Jeptha Wade va adquirir una sèrie de companyies de la competència, l'empresa va canviar el seu nom a Western Union Telegraph Company el 1856 després de la insistència d'Ezra Cornell (un dels fundadors de la Universitat de Cornell) perquè el seu nom reflectira la unió de les línies telegràfiques que anaven de costa a costa.
Western Union va completar la primera línia telegràfica transcontinental el 1861. El 1865 va formar el Telègraf Rus Nord-americà en un intent d'unir Amèrica amb Europa. Aquesta línia passava per Alaska, Sibèria i finalment Moscou.
El 1871 la companyia va introduir un servei de transferència de diners, sobre la base de la seua extensa xarxa de telègrafs. El 1879, Western Union, va eixir del negoci de telefonia, després d'haver perdut un plet de patents amb Bell. Com el telèfon substitueix el telègraf, la transferència de diners passa a ser el seu principal negoci.
Western Union va esdevenir la primera empresa de telecomunicacions d'Amèrica en mantenir la seua pròpia flota de satèl·lits de comunicacions geosincrònica, a partir de 1974. A causa de la disminució dels beneficis i deutes, Western Union lentament va començar a desfer-se de les telecomunicacions basat en actius a partir del decenni de 1980. A causa de la desregulació d'aleshores, Western Union va començar a enviar diners fóra del país.
Western Union és també el nom d'una goleta històrica que va treballar per la mateixa empresa des del 1939 fins a l'any 1997. Es troba actualment amarrat a Key West, Florida. El Western Union fa 29,26 metres d'eslora, pesa 91 tones i està configurat com un vaixell de passatgers.